# Юхименко Прокіп Федотович
Про́кіп Федо́тович Юхи́менко (8 (20) липня 1870, село Великі Будища, нині Диканського району Полтавської області — січень 1931, Полтава) — український майстер різьблення по дереву. Син Федота Юхименка.

## Твори
Автор барельєфів («Козак-бандурист», 1902), скульптур балюстради хору і колон для будинку Полтавського земства (тепер краєзнавчого музею), декоративних картушів на Музеї історії Полтавської битви (1908—1909), різьблених меблів, оправ альбомів, форм для кахлів тощо.